# Palaemnema desiderata
Palaemnema desiderata är en trollsländeart som först beskrevs av Selys 1886.  Palaemnema desiderata ingår i släktet Palaemnema och familjen Platystictidae. Inga underarter finns listade i Catalogue of Life.